# بينس بانهيدي
بينس بانهيدي (بالمجرية: Bánhidi Bence)‏ مواليد 9 فبراير 1995 في المجر، هو لاعب كرة يد مجري يلعب كمحور. مثل منتخب المجر لكرة اليد.

## سجل المنافسة
شارك في البطولات التالية:
- بطولة أوروبا لكرة اليد للرجال 2016

## روابط خارجية
- بينس بانهيدي على موقع الاتحاد الدولي لكرة اليد (الإنجليزية)
- بينس بانهيدي على موقع الاتحاد الأوروبي لكرة اليد (الإنجليزية)
- بينس بانهيدي على موقع اللجنة الأولمبية الدولية (الإنجليزية)
- بينس بانهيدي على موقع اللجنة الأولمبية المجرية (الهنغارية)